# Zwavel
Zwavel is een scheikundig element met symbool S en atoomnummer 16. Het is een geel niet-metaal.

## Ontdekking
Al in de 9e eeuw was bekend dat een mengsel van zwavel, kool en teer uiterst brandbaar is en daarom werd het regelmatig toegepast bij oorlogshandelingen. In de 12de eeuw werd in China buskruit uitgevonden dat een mengsel was van kaliumnitraat, houtskool en zwavel. In de mythologie werd zwavel vaak in verband gebracht met de hel. Vroegere alchemisten gebruikten voor zwavel een symbool dat bestond uit een driehoek met daarop een kruis. Proefondervindelijk was bekend geworden dat zwavel makkelijk reageert met kwik. Rond 1774 was het de wetenschapper Antoine Lavoisier die ontdekte dat zwavel een chemisch element is en geen verbinding.
De naam 'zwavel' is vermoedelijk afgeleid van het Indo-Europese *suel- dat 'doen opzwellen' of 'koken' betekent.

## Toepassingen
In de chemische industrie wordt zwavel veelvuldig gebruikt als grondstof voor velerlei verbindingen. Belangrijke afnemers van zwavel zijn de productie van zwavelzuur en de rubberindustrie waar het wordt gebruikt voor het vulkaniseren. Andere toepassingen van zwavel zijn:
- Grondstof voor kunstmest.
- Reductor in vuurwerk.
- Vroeger werd het ook in lucifers gebruikt: zwavelstokjes.
- In de tuinbouw voor bestrijding van echte en valse meeldauw op sierteeltproducten en in de biologische fruitteelt.
- Voor het opruimen van gemorst kwik, omdat zwavel hiermee snel reageert en voorkomt dat het verdampt.
- Ook bij de productie van munitie werd vroeger veel zwavel gebruikt.
- Om wespennesten uit te roken.

## Opmerkelijke eigenschappen

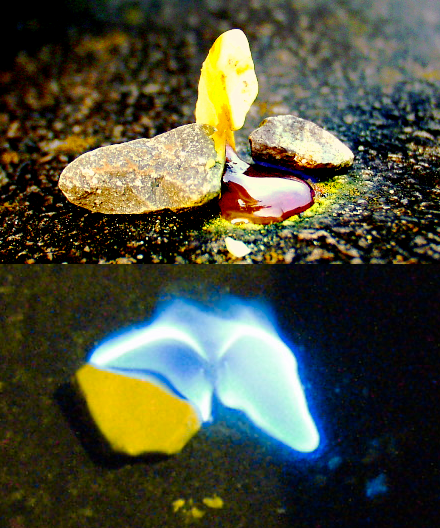
Een stukje zwavel smelt tot een bruinrode vloeistof wanneer het aangestoken wordt. De blauwe zwavelvlam kan het best in het donker geobserveerd worden.

Zwavel is een niet-metaal met een helder gele kleur. Als zelfstandig element is het geurloos. Bij verbranding straalt het een blauw licht uit en vormt daarbij het stekende zwaveldioxide. In water is het onoplosbaar, maar in koolstofdisulfide lost het wel goed op. De zwavelchemie is een belangrijke tak van de chemie, mineralogie, milieukunde en technologie.
Het element zelf vormt een gele kristallijne vaste stof met een rombische kristalstructuur, die bestaat uit een opstapeling van ringvormige S8 moleculen. Gepoederd lijkt de stof (behalve de kleur) wel op tarwebloem en wordt dan ook wel zwavelbloem genoemd. Zwavel is een isolator. Bij 112,8 °C gaat zwavel over in een monokliene fase, die vervolgens bij 119,0 °C smelt. De vloeistof bestaat eerst uit S8 moleculen en is dan weinig stroperig. Bij hogere temperaturen neemt de viscositeit enorm toe omdat er ringopening en polymerisatie plaatsvindt. Bij afschrikken in koud water van de polymere smelt vormt zich plastische zwavel, een amorfe vorm die echter geleidelijk uitkristalliseert. Zwavel kookt onder atmosferische druk bij 444,674 °C.

## Verschijning

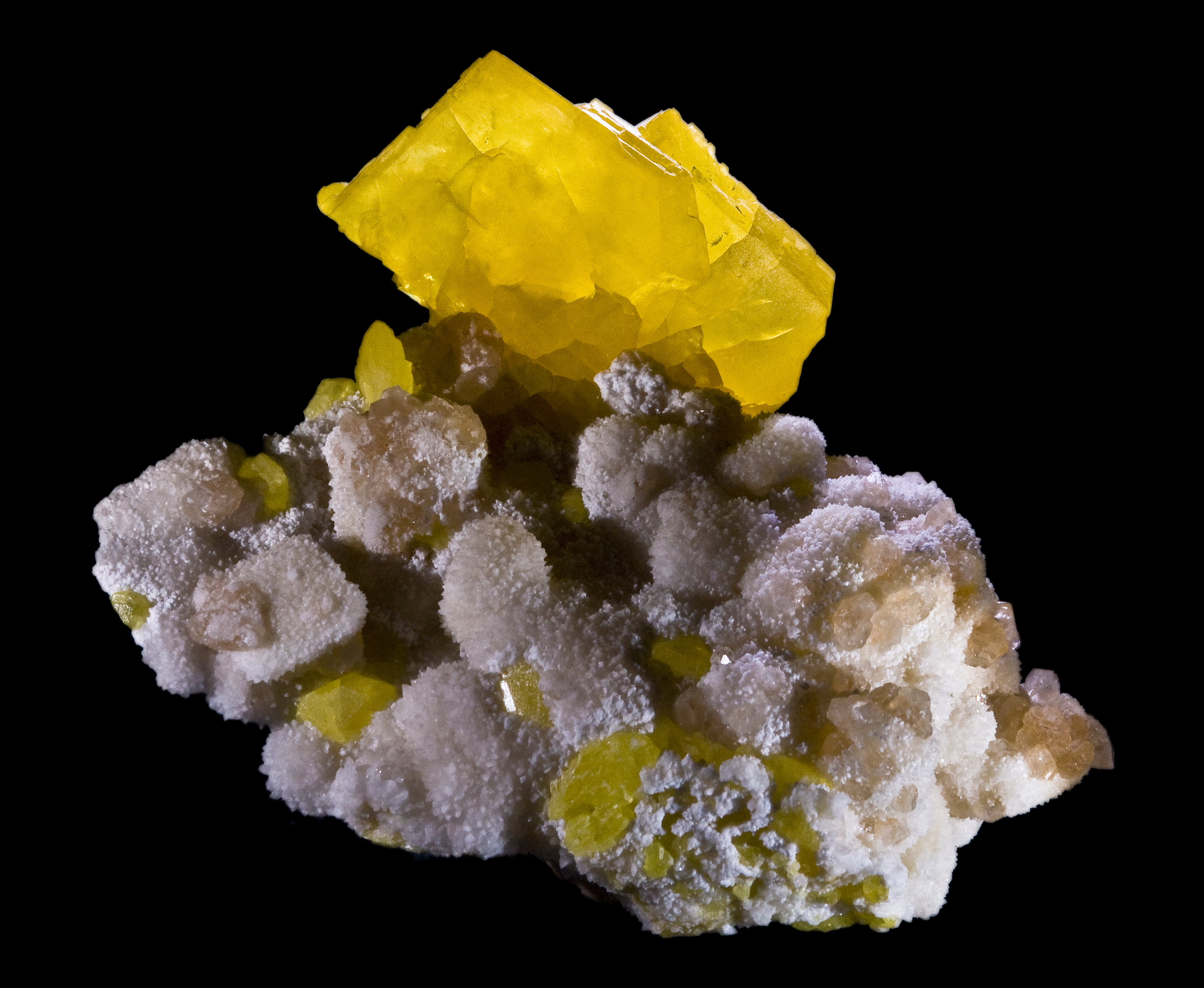
Zwavelkristal

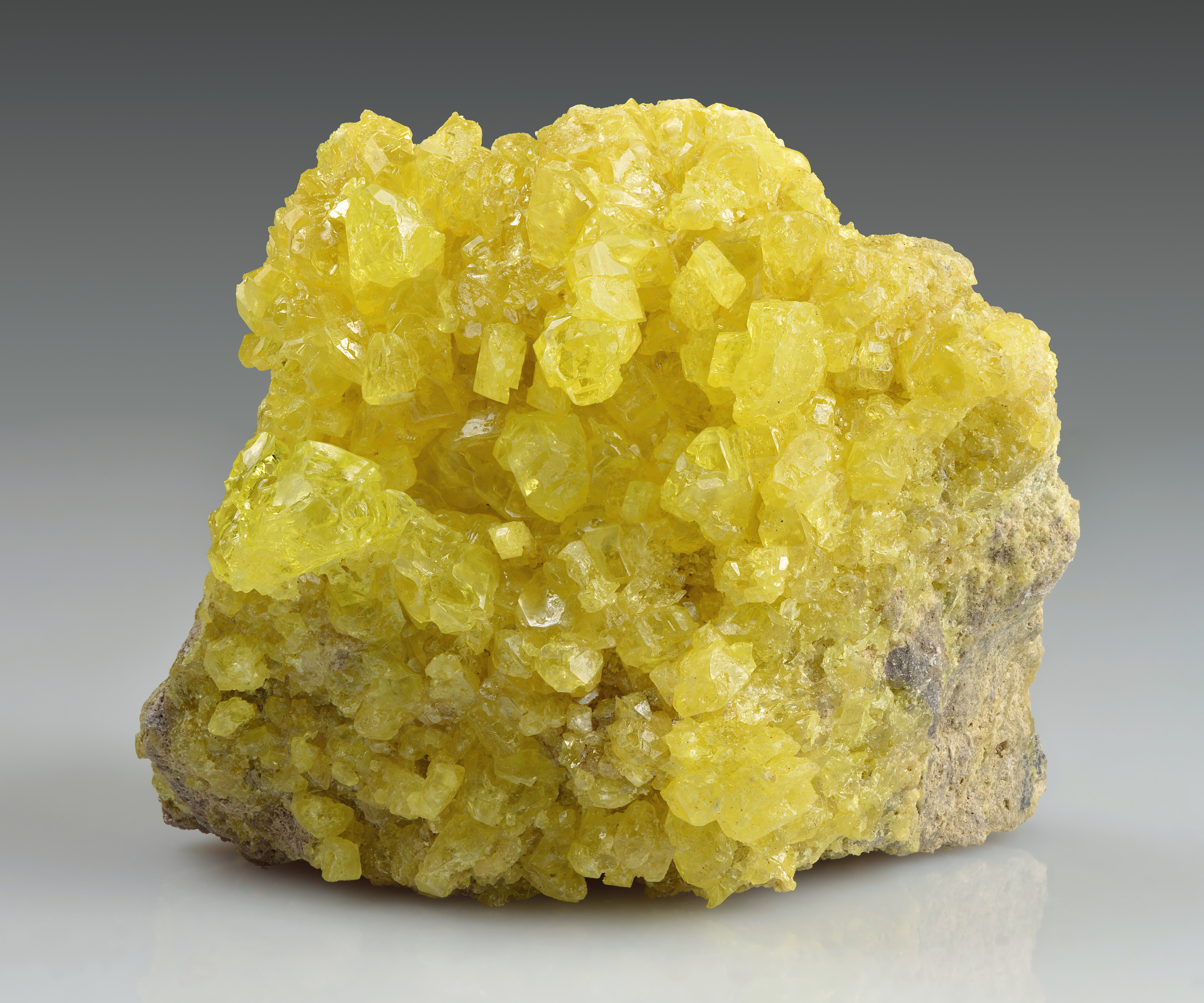
Zwavelkristal

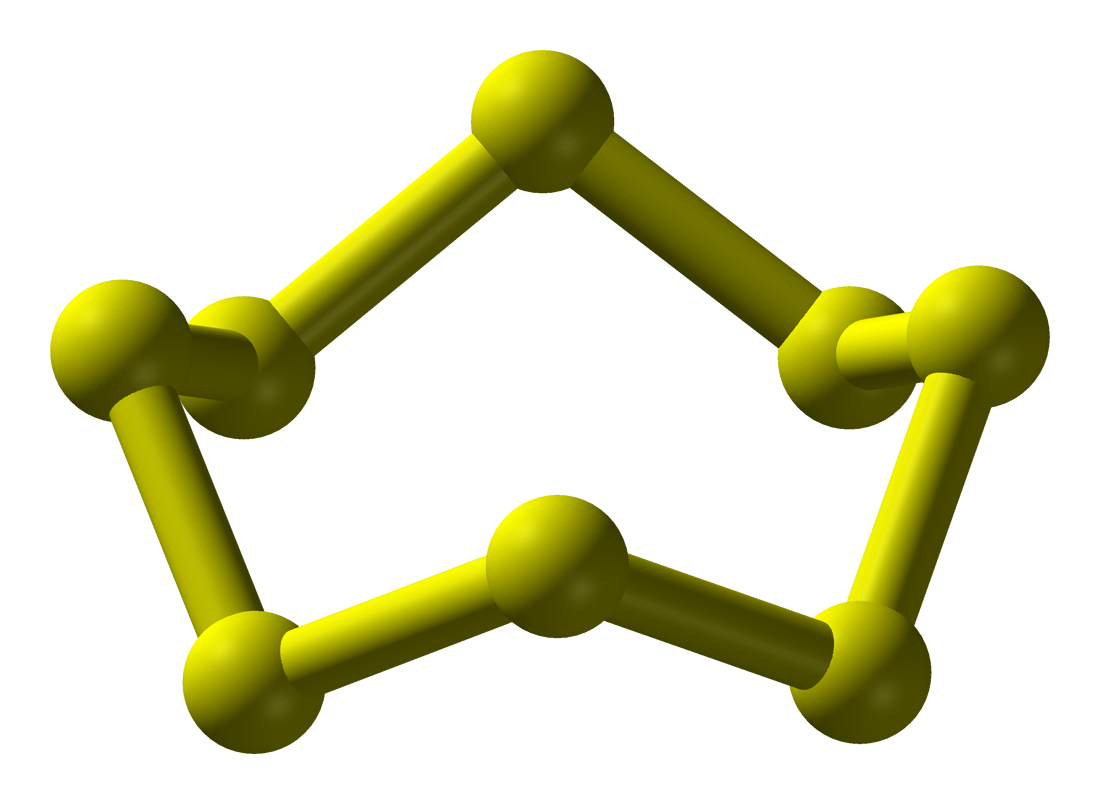
Molecuulmodel van moleculair zwavel (S_{8})

Op aarde komt zwavel als verbinding in grote hoeveelheden voor in mineralen zoals pyriet, galena, sfaleriet, gips en bariet. In vulkanische gebieden wordt het in kleine hoeveelheden in zijn elementaire vorm aangetroffen, vaak bij solfataren. Op andere planeten met actief vulkanisme wordt zwavel veelvuldig aangetroffen. De maan Io van Jupiter is daarvan een duidelijk voorbeeld. De belangrijkste bron van zwavel is echter de petrochemische industrie waar zwavelhoudende componenten uit gas en olie verwijderd worden om een schonere brandstof te krijgen. Zo wordt waterstofsulfide uit gas verwijderd door middel van aminegasbehandeling om vervolgens in het clausproces om te zetten naar elementaire zwavel.
In alle levende wezens komt zwavel voor omdat de aminozuren methionine en cysteïne zwavelverbindingen zijn. Dat wil zeggen dat de meeste eiwitten zonder zwavel niet kunnen bestaan. Aangezien aardolie ontstaan is uit organismen is het voorkomen van niet elementair zwavel daarin niet vreemd.

## Isotopen
| Stabielste isotopen | Stabielste isotopen | Stabielste isotopen      | Stabielste isotopen      | Stabielste isotopen      | Stabielste isotopen      |
| Iso                 | RA (%)              | Halveringstijd           | VV                       | VE (MeV)                 | VP                       |
| ------------------- | ------------------- | ------------------------ | ------------------------ | ------------------------ | ------------------------ |
| 32S                 | 95,02               | stabiel met 16 neutronen | stabiel met 16 neutronen | stabiel met 16 neutronen | stabiel met 16 neutronen |
| 33S                 | 0,75                | stabiel met 17 neutronen | stabiel met 17 neutronen | stabiel met 17 neutronen | stabiel met 17 neutronen |
| 34S                 | 4,21                | stabiel met 18 neutronen | stabiel met 18 neutronen | stabiel met 18 neutronen | stabiel met 18 neutronen |
| 35S                 | syn                 | 87,51 d                  | β−                       | 0,167                    | 35Cl                     |
| 36S                 | 0,02                | stabiel met 20 neutronen | stabiel met 20 neutronen | stabiel met 20 neutronen | stabiel met 20 neutronen |

Van zwavel zijn 18 isotopen bekend waarvan er vier stabiel zijn. 32S is daarvan met een fractie van ongeveer 95% de meest voorkomende zwavelisotoop op aarde. Van de radioactieve zwavelisotopen heeft alleen 35S een redelijk lange halveringstijd van ruim 87 dagen. De overige radio-isotopen vervallen opmerkelijk veel sneller.

## Toxicologie en veiligheid
Elementair zwavel is geen bijzonder risicovolle stof. Het is een vrij sterke reductor en derhalve kan het in combinatie met sterke oxidatoren heftig ontbranden. Anorganische sulfiden (bijv. natriumsulfide), maar zeker ook diwaterstofsulfide (H2S(g)), zijn uitermate giftig. Ook zwaveldioxide (SO2(g)) is vrij giftig en kan bij sommige mensen een heftige astmatische aanval uitlokken. Veel vluchtige organische zwavelverbindingen hebben een onaangename geur van rotting.

## Voorkomen in het menselijk lichaam
Zwavel (S) is een bestanddeel van de voornaamste structurele moleculen in het lichaam, namelijk eiwitten (S-houdende aminozuren) en mucines (als gesulfateerd N-acetylglucosamine en galactose). Vrij sulfaat komt voor in bloedplasma.